# 真柄栄吉
真柄 栄吉（眞柄 栄吉、まがら えいきち、1929年4月15日 - ）は、日本の労働運動家。日本労働組合総評議会（総評）最後の事務局長。

## 経歴
新潟県生まれ。1953年早稲田大学法学部卒業、新潟県庁に入庁。1954年新潟県職員労働組合長岡支部執行委員。1955年全日本自治団体労働組合（自治労）新潟県本部書記長。1958年自治労中央執行委員。組織部員、調査部長、賃金部長を歴任し、1964年書記次長、1966年財政局長。1975年自治労書記長。1983年富塚三夫の後を受けて日本労働組合総評議会（総評）事務局長。就任直後、「ヨーロッパ各国を歴訪し、西欧型労働組合をめざす立場を表明」した。総評・官公労の側から民間連合と交渉し、官民統一の日本労働組合総連合会（連合）結成に貢献。1989年から1993年総評センター理事長。のち自治労顧問、新潟県地域総合研究所（新潟総研）理事長。1999年新潟県自治研究センター理事長。2003年全日本自治体退職者会（自治退）会長、日本高齢・退職者団体連合（高退連）会長。
第3次臨時行政改革推進審議会委員、第25次・第26次地方制度調査会委員、特定非営利活動法人日本高齢・退職者福祉推進協会（高福協）参与、地方公務員退職者協議会（地公退）会長、全国勤労者福祉・共済振興協会（全労済協会）顧問も歴任。2011年旭日重光章を受章。

## 著書
- 『公務の危機と労働基本権』（平原社、1983年）
- 『権利闘争の前進をめざして――青木宗也先生還暦記念』（山本博、江田虎臣、武藤久、丸山康雄、黒川武共編、エイデル研究所、1984年）
- 『ヨーロッパの政権と労働組合』（大内秀明、新田俊三、福田豊、高木郁朗共著、第一書林、1984年）
- 『最後の総評事務局長と呼ばれて――眞柄栄吉回想記』（眞柄栄吉回想記編纂委員会、2009年）